# Worth H. Bagley

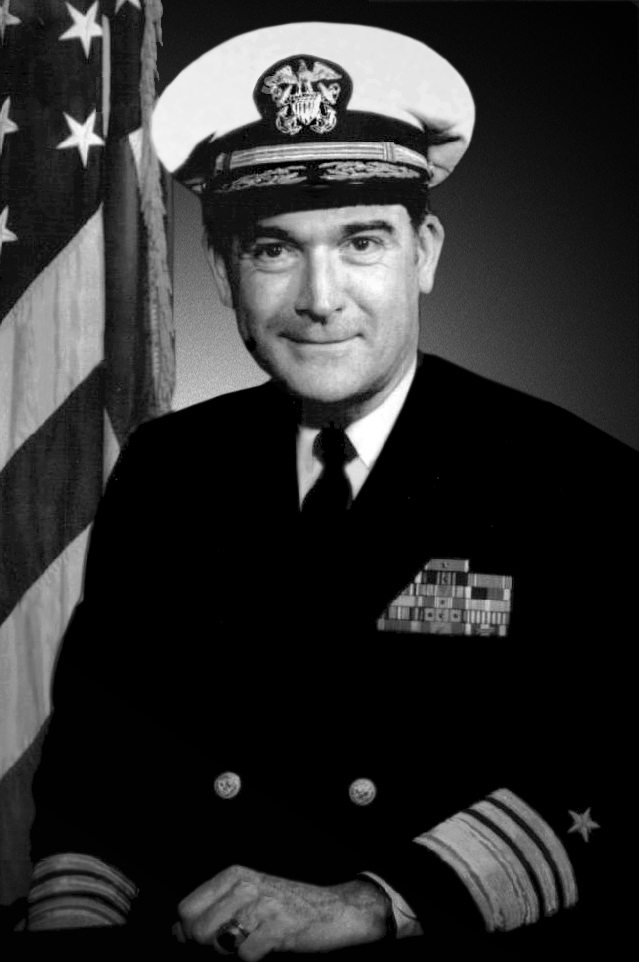
Worth H. Bagley

Worth Harrington Bagley (* 29. Juli 1924 in Annapolis, Maryland; † 9. Oktober 2016 in La Jolla, Kalifornien) war ein US-amerikanischer Admiral der US Navy, der von 1973 bis 1974 als Oberkommandierender die US Naval Forces Europe und zugleich die US-Streitkräfte im Ostatlantik befehligte sowie zwischen 1974 und 1975 Vice Chief of Naval Operations war.

## Leben

### Familiäre Herkunft, militärische Ausbildung und Offizier
Bagley war der jüngere Sohn des Marineoffiziers David W. Bagley, der zuletzt als Vizeadmiral Kommandant des 14. Marinebezirks sowie bis zu seinem Eintritt in den Ruhestand im März 1946 Admiralstabsoffizier im Büro des Chief of Naval Operations war. Sein Großvater William Henry Bagley nahm als Major des 68. North-Carolina-Regiments der Confederate States Army am Sezessionskrieg teil und war zwischen 1869 und 1886 Registerführer (Clerk) des Obersten Gerichtshofes von North Carolina. Seine Tante Addie Worth Bagley Daniels war mit Josephus Daniels verheiratet, der zwischen 1913 und 1921 Marineminister (US Secretary of the Navy) in der Regierung von US-Präsident Woodrow Wilson sowie von 1932 bis 1941 Botschafter in Mexiko war. Der älteste Bruder seines Vaters war der Fähnrich zur See Worth Bagley, der einzige Marineoffizier, der während des Spanisch-Amerikanischen Krieges fiel, und nach dem vier Schiffe der US Navy benannt wurden.
Worth H. Bagley selbst begann nach dem Schulbesuch 1943 seine militärische Ausbildung an der US Naval Academy in Annapolis, die er 1947 abschloss. Im Anschluss war er in zahlreichen Verwendungen als Offizier und Stabsoffizier der US Navy tätig.
Im Oktober 1966 wurde Kapitän zur See Bagley Verwaltungsassistent (Executive Assistant) und Marineadjutant (Naval Aide) des damaligen Marineministers (US Secretary of the Navy) Paul Nitze und bekleidete diese Funktionen auch unter dessen Nachfolger Paul Robert Ignatius bis September 1968. Er war damit einer der wichtigsten Verbindungspersonen des Marineministers zu den seinerzeitigen Chief of Naval Operations, Admiral David L. McDonald sowie dessen Nachfolger Admiral Thomas H. Moorer. Für seine Leistungen in diesen Funktionen wurde ihm der Legion of Merit verliehen.

### Flaggoffizier
Später war Bagley als Konteradmiral Kommandeur der 7. Kreuzer-Zerstörer-Flottille (Cruiser-Destroyer Flotilla Seven) sowie Kommandeur det Kreuzer-Zerstörer-Gruppe der 7. US-Flotte und war in dieser Funktion zwischen Januar und Juni 1970 an verschiedenen Einsätzen im Vietnamkrieg beteiligt. Für diese Leistungen wurde er am 5. November 1970 mit einem weiteren Legion of Merit ausgezeichnet.
Im Anschluss wurde Bagley als Vizeadmiral im Mai 1971 Direktor der Abteilung für Marineprogrammplanungen (Director for Navy Program Planning) im Büro des Chief of Naval Operations und bekleidete diese Funktion bis April 1973. Zugleich war er auch Wissenschaftlicher Offizier für das dortige Zentrum für Marineanalyse (Center for Naval Analyses). Er war damit der Leitende Generalstabsoffizier für Planung, Programme und Budgetierung und damit verantwortlich für die Entwicklung und Koordinierung mehrerer Marineprogramme, die eine spürbaren Effekt für die Verteidigung der USA hatten. Daneben hatte er die Verantwortung für Haushaltsprozesse und das technische Finanzmanagement und war damit maßgeblich an der Formulierung des Marinehaushalts und Schlüsselentscheidungen beteiligt. Als Wissenschaftlicher Offizier des Center for Naval Analyses trug er die Mitverantwortung für die Studienprogramme der Marine. Für die Verdienste während dieser Zeit wurde er erstmals mit der Navy Distinguished Service Medal ausgezeichnet.

### Admiral der US Navy
Im August 1973 wurde Bagley Nachfolger von William F. Bringle als Oberkommandierender der US-Marinestreitkräfte in Europa sowie Kommandeur der US-Streitkräfte im Ost-Atlantik (Commander-in-Chief US Naval Forces Europe & US Commander Eastern Atlantic). Er verblieb auf diesem Posten bis Mai 1974 und wurde dann von Admiral Harold R. Shear abgelöst.
Er selbst wurde daraufhin im Juni 1974 als Nachfolger von Admiral James L. Holloway III. die Funktion als Vice Chief of Naval Operations (VCNO). Er bekleidete damit nach dem Chief of Naval Operations die zweithöchste Funktion innerhalb der Führung der US Navy. In dieser Funktion befasste er sich insbesondere mit der Koordinierung aller Verkäufe an ausländische Streitkräfte zur Optimierung der Unterstützung der US Navy hinsichtlich der Ziele des US-amerikanischen Sicherheitsunterstützungsprogramms (US Security Assistance Program). Dabei war er maßgeblich an der Einführung der Lenkungsgruppe der Marine für militärische Verkäufe (Foreign Military Sales Steering Group) beteiligt. Er verblieb auf diesem Posten bis Juli 1975 und wurde dann abermals von Admiral Harold E. Shear abgelöst. Bagley schied im Juli 1975 vorzeitig aus dem aktiven Militärdienst aus. Für seine Verdienste als VCNO wurde er mit der Navy Distinguished Service Medal geehrt.
Bagley kritisierte nach seinem Ausscheiden die geplanten Übereinkünfte mit der Sowjetunion zur Begrenzung strategischer Waffen. Anfang 1978 warnte Bagley mit zwei weiteren ehemaligen Admiralen davor, dass die sowjetische Marine eine Stärke erreicht hätte, die eine Kontrolle der Seewege für Öl- und Truppentransporte der USA gefährden würde und die Gefahr eines Krieges in Europa erhöhen könnte. Dadurch sei der Bau von 16 weiteren Flugzeugträgern notwendig.
Sein älterer Bruder David H. Bagley war ebenfalls Admiral der US Navy, der wie sein jüngerer Bruder zwischen 1975 und 1977 ebenfalls Oberkommandierender der US-Marinestreitkräfte in Europa sowie Kommandeur der US-Streitkräfte im Ost-Atlantik war. Damit bekleideten erstmals in der Geschichte der US Navy zwei Brüder zeitgleich den Rang eines Vier-Sterne-Admirals.

## Leben
Bagley war verheiratet und hatte mit seiner Frau Sidney McFarland Bagley zwei Söhne und eine Tochter.

## Auszeichnungen
- Navy Distinguished Service Medal (2 x)
- Legion of Merit (2 x)